# Pachylemur
Pachylemur é um gênero extinto de lêmure mais próximo do gênero Varecia.